# Munna chilensis
Munna chilensis är en kräftdjursart som beskrevs av Menzies1962. Munna chilensis ingår i släktet Munna och familjen Munnidae. Inga underarter finns listade i Catalogue of Life.